# Dasyatis ushiei
Dasyatis ushiei  (лат.) — малоизученный вид рода хвостоколов из семейства хвостоко́ловых отряда хвостоколообразных надотряда скатов. Они обитают в умеренных водах северо-западной части Тихого океана. Встречаются на глубине до 200 м. Максимальная зарегистрированная ширина диска 202 см. Грудные плавники этих скатов срастаются с головой, образуя ромбовидный диск. Подобно прочим хвостоколообразным Dasyatis ushiei размножаются яйцеживорождением. Эмбрионы развиваются в утробе матери, питаясь желтком и гистотрофом. Вид известен по одной особи, назначенной голотипом.

## Таксономия и филогенез
Впервые Dasyatis ushiei был научно описан в 1925 году.   Видовой эпитет происходит от слова яп. 牛 — «корова». Таксономия членов рода хвостоколов, обитающих в северо-западной части Тихого океана, требует дальнейших исследований.

## Ареал и места обитания
Dasyatis ushiei обитают в северо-западной части Тихого океана у побережья Японии в заливе Микава (залив), Айти. Эти скаты встречаются на глубине до 200 м.

## Описание
Грудные плавники этих хвостоколов срастаются с головой, образуя ромбовидный плоский диск. Позади глаз расположены брызгальца. На вентральной поверхности диска расположены 5 пар жаберных щелей, рот и ноздри. Между ноздрями пролегает лоскут кожи с бахромчатым нижним краем. Рот изогнут в виде дуги. Зубы выстроены в шахматном порядке и образуют плоскую поверхность

## Биология
Подобно прочим хвостоколообразным Dasyatis ushiei  относится к яйцеживородящим рыбам. Эмбрионы развиваются в утробе матери, питаясь желтком и гистотрофомй.

## Взаимодействие с человеком
Данных для оценки Международным союзом охраны природы статуса сохранности вида недостаточно.